# Ocrisia
Ocrisia oder Ocresia (altgriechisch Ὀκρησία) ist eine Figur aus der römischen Mythologie. Ocrisia stammt als solche aus einer vornehmen Familie in Corniculum und ist die Mutter des Servius Tullius, des sagenhaften sechsten Königs von Rom.
In einer Fassung des Mythos kommt sie nach dem Fall der Heimatstadt als Sklavin in den Haushalt des römischen Königs Tarquinius Priscus. Als sie eines Tages am Herd das Speiseopfer darbringt, streckt sich ihr aus dem verlöschenden Feuer ein Phallos entgegen. Sie erzählt erschrocken Tanaquil, der Frau des Tarquinius, was geschehen ist. Die weise Dame des Hauses erkennt darin ein bedeutendes Vorzeichen und befiehlt Ocrisia, sich in dem Raum einzuschließen, wo sie von Vulcanus oder dem Lar des Hauses begattet wird und nach neun Monaten einen Knaben zur Welt bringt.
Bei Dionysios von Halikarnassos (4,1) und Livius wird eine rationalere Fassung erzählt. Hier ist sie die Gattin des Königs von Corniculum, der ebenfalls Servius Tullius heißt. Als sie in den Haushalt des Tarquinius kommt, ist sie bereits von ihrem bei der Einnahme der Stadt getöteten Gatten schwanger.
Eine weitere Fassung wird von Plutarch erzählt: Sie wurde in Rom mit einem Klienten des Königs verheiratet, und Servius Tullius war ihr gemeinsames Kind.